# راکلندز
راکلندز (به انگلیسی: Rocklands) یک محله مدنی و روستا در بریتانیا است که در Breckland District واقع شده‌است. راکلندز ۱۰٫۹۷ کیلومتر مربع مساحت و ۷۲۲ نفر جمعیت دارد.